# Julián Pino
Julián Alberto Pino Londoño (n. Alcalá-Valle del Cauca, Colombia, 12 de mayo de 1989) es un ex futbolista colombiano que se desempeñaba como delantero.
Fue el goleador de Segunda División de Venezuela en la temporada 2016 con 22 goles al servicio del Atlético El Vigía.

## Biografía
Jugó en las divisiones inferiores de Once Caldas.

## Clubes
| Club              | País       | Año         | PJ | Goles |
| ----------------- | ---------- | ----------- | -- | ----- |
| Trujillanos FC    | Venezuela  | 2011 - 2012 | 7  | 0     |
| Yaracuyanos FC    | Venezuela  | 2012        | 15 | 6     |
| Atlético El Vigía | Venezuela  | 2012        | 10 | 1     |
| Central Español   | Uruguay    | 2013        | 0  | 0     |
| Huracán FC        | Uruguay    | 2013 - 2014 | 1  | 0     |
| Pérez Zeledón     | Costa Rica | 2015        | 4  | 0     |
| Atlético El Vigía | Venezuela  | 2016        | 20 | 23    |
| Deportivo Socopó  | Venezuela  | 2017        | 14 | 3     |